# Felix Mühlhölzer
Felix Mühlhölzer (* 1947 in Simbach am Inn) ist ein deutscher Philosoph und emeritierter Hochschullehrer.

## Leben und Wirken
Felix Mühlhölzer studierte von 1968 bis 1974 Mathematik an den Universitäten Mainz, Bonn und Heidelberg und erhielt 1975 mit einer Arbeit über Algebraische Topologie das Diplom. Anschließend studierte er bis 1980 Philosophie an der Universität München. 1979 bis 1982 war er Mitarbeiter an einem Forschungsprojekt der Deutschen Forschungsgemeinschaft über logische Rekonstruktion von Messverfahren in der Physik. 1982 wurde er an der Universität München bei Wolfgang Stegmüller mit einer Arbeit über den Zeitbegriff in der Speziellen Relativitätstheorie zum Dr. phil. promoviert.
Von 1984 bis 1993 war er wissenschaftlicher Assistent und Oberassistent an der Universität München. 1989 habilitierte er sich mit einer Arbeit über Thomas S. Kuhn. 1992/1993 war er außerdem Mitglied einer Forschungsgruppe am Zentrum für interdisziplinäre Forschung der Universität Bielefeld.
Von 1993 bis 1997 war er Professor für Wissenschaftstheorie und Logik an der Technischen Universität Dresden. 1997 wurde er auf den Lehrstuhl für Theoretische Philosophie an der Universität Göttingen berufen. Er befasst sich vor allem mit analytischer Philosophie, Philosophie der Mathematik und Philosophie der Physik. Ein Schwerpunkt seiner Forschung ist Ludwig Wittgenstein. Dazu wurden ihm 2001 von der Deutschen Forschungsgemeinschaft zwei Forschungsfreisemester finanziert. 2016 wurde er emeritiert.
Felix Mühlhölzer ist mit Wolfgang Spohn Herausgeber der Monographienreihe Philosophische Impulse beim Heidelberger Verlag „Synchron“. Er gehörte zum Wissenschaftlichen Beirat der Zeitschrift Philosophia naturalis.

## Schriften
- Der Zeitbegriff in der speziellen Relativitätstheorie. Dissertation. Universität München 1982. Lang, Frankfurt am Main 1983, ISBN 978-3-8204-7544-9.
- Objektivität und Erkenntnisfortschritt. Eine Antwort auf Thomas S. Kuhn. Habilitationsschrift. Universität München, 1989.
- Willard Van Orman Quine. Partnerschaft zwischen der Philosophie und den Naturwissenschaften. In: Margot Fleischer (Hrsg.): Philosophen des 20. Jahrhunderts. Eine Einführung. WBG, Darmstadt 1990, ISBN 978-3-534-10936-4, S. 57–78.[5]
- Vier Vorträge über Raum und Zeit. Zentrum für interdisziplinäre Forschung, Bielefeld 1993, OCLC 75496095.
- Braucht die Mathematik eine Grundlegung? Ein Kommentar des Teils III von Wittgensteins „Bemerkungen über die Grundlagen der Mathematik“. Klostermann, Frankfurt am Main 2010, ISBN 978-3-465-03667-8. Online Ressource: 2014, ISBN 978-3-465-13667-5
- Wissenschaft. Reclam, Stuttgart 2011, ISBN 978-3-15-020335-4.